# Апия
Вижте пояснителната страница за други значения на Апия.
Апия (на английски: Apia) е столицата и единственият град на Самоа. Намира се на централното северно крайбрежие на Уполу – вторият по големина остров на Самоа. Апия попада в политическия район Туамасага. Апия е единственото пристанище в страната. Има аерогара.

## История
Апия е първото селище, основано от европейци, а именно английски мисионери. Това се случва през 1837 г. През 1900 г. целият архипелаг е разделен между САЩ и Германия, като контролът над Западна Самоа преминава към Германия. През същата година Апия е превзета от германците. През 1914 г. войските на Нова Зеландия кацат в града и Апия скоро става административен център на подмандатната територия на Нова Зеландия Западна Самоа. На 1 януари 1962 г. Западна Самоа става първата независима държава в Океания, а Апия става нейна столица. От юли 1997 г. страната получава ново име – Независима държава Самоа.
През 2009 г. Апия въвежда лятното часово време. То е въведено, както в Апия, така и в цяла Самоа.

## Природни условия
Апия е разположен на планинското северно крайбрежие на остров Уполу. Климатът е тропически – горещ и влажен. Има чести ураганни ветрове. Температурите през цялата година са положителни и варират от 24 до 27 градуса. Валежите средно 3000 mm годишно. Флората на Апия е доста богата и включва повече от 600 вида растения. Градът изнася най-вече банани, кокос и сушени ядки от кокосов орех. Внасят се най-вече памучни изделия, мотори, месо и захар.
| Климатични данни за Апия              | Климатични данни за Апия | Климатични данни за Апия | Климатични данни за Апия | Климатични данни за Апия | Климатични данни за Апия | Климатични данни за Апия | Климатични данни за Апия | Климатични данни за Апия | Климатични данни за Апия | Климатични данни за Апия | Климатични данни за Апия | Климатични данни за Апия | Климатични данни за Апия |
| Месеци                                | яну.                     | фев.                     | март                     | апр.                     | май                      | юни                      | юли                      | авг.                     | сеп.                     | окт.                     | ное.                     | дек.                     | Годишно                  |
| Абсолютни максимални температури (°C) | 32                       | 33                       | 32                       | 32                       | 32                       | 32                       | 32                       | 32                       | 32                       | 33                       | 33                       | 32                       | 33                       |
| Средни максимални температури (°C)    | 30                       | 29                       | 30                       | 30                       | 29                       | 29                       | 29                       | 28                       | 28                       | 29                       | 30                       | 29                       | 29                       |
| Средни температури (°C)               | 26                       | 26                       | 26                       | 26                       | 26                       | 26                       | 26                       | 25                       | 25                       | 26                       | 26                       | 26                       | 26                       |
| Средни минимални температури (°C)     | 23                       | 24                       | 23                       | 23                       | 23                       | 23                       | 23                       | 23                       | 23                       | 23                       | 23                       | 23                       | 23                       |
| Абсолютни минимални температури (°C)  | 20                       | 21                       | 21                       | 20                       | 19                       | 19                       | 17                       | 18                       | 18                       | 18                       | 20                       | 21                       | 17                       |
| Средни месечни валежи (mm)            | 450                      | 380                      | 350                      | 250                      | 160                      | 120                      | 80                       | 80                       | 130                      | 170                      | 260                      | 370                      | 2850                     |
| ------------------------------------- | ------------------------ | ------------------------ | ------------------------ | ------------------------ | ------------------------ | ------------------------ | ------------------------ | ------------------------ | ------------------------ | ------------------------ | ------------------------ | ------------------------ | ------------------------ |
| Източник: Weatherbase                 |                          |                          |                          |                          |                          |                          |                          |                          |                          |                          |                          |                          |                          |

## Демография
През 2006 г. броят на жителите на Апия е 37 708 души. Населението на града е предимно самоанско (93%), малцинство са европейците и хората от евро-полинезийски произход. Има два официални езика: самоански и английски. По религиозно отношение населението е предимно протестантско (около 50%) и католическо (45%).

## Забележителности
Най-голямата католическа църква в Апия е построена в крайбрежната зона на града. Малко по-малки по размер са Англиканската църква с красиви витражи и конгрешанската християнска църква, където се намират мощите на преподобния Джон Уилямс – един от първите мисионери, дошли на острова. В центъра на самоанската столица, застроена с едноетажни и двуетажни къщи в европейски стил, се издига часовникова кула, която е паметник на жертвите от Втората световна война. Интерес представлява предградието на столицата, наречено Уолима, където е имението и гробът на известния английски писател Робърт Луис Стивънсън, автор на известния роман „Островът на съкровищата“, когото островитяните уважително наричат tusitala (разказвачът). На надгробната плоча има два реда от любимата елегия на великия писател: „Домът на моряка е в морето, а домът на ловеца е в планините“. Апия е дом на Националния университет на Самоа.